# Madacantha
Madacantha is een monotypisch geslacht van spinnen uit de  familie van de wielwebspinnen (Araneidae).

## Soort
- Madacantha nossibeana Strand, 1916